# 旧城贵格会聚会所
旧城贵格会聚会所（Old Town Friends' Meetinghouse）又名Aisquith街聚会或巴尔的摩聚会，是一个历史性的贵格会聚会所，位于美国马里兰州巴尔的摩。它是一座两层砖砌建筑，是该市最古老的宗教建筑，在1781年由承包商乔治·马修斯建造。。
旧城贵格会聚会所于1973年列入国家史迹名录。